# 2009 en Algérie
Chronologie de l’Algérie
- 2005
- 2006
- 2007
- 2008
- 2009
- 2010
- 2011
- 2012
- 2013

Cet article présente les faits marquants de l'année 2009 en Algérie ou relatifs à l'Algérie; datation selon le calendrier grégorien.

## Chronologie

### Janvier 2009

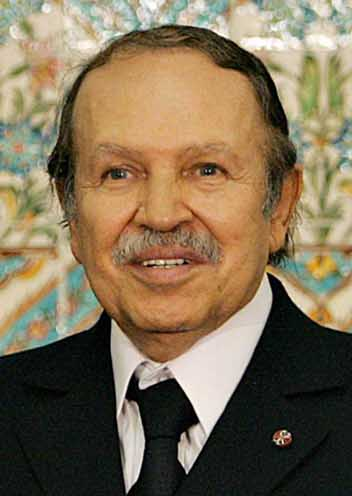
Abdelaziz Bouteflika
(février 2006)

- Mercredi 7 janvier 2009 : La presse algérienne estime que l'opération israélienne contre Gaza « sabordait » l'Union pour la Méditerranée. Selon Le Quotidien d'Oran : « On ne peut appartenir à une UPM dont un des supposés membres est un État qui privilégie la guerre, un État qui terrorise et tue des femmes et des enfants ». La Coordination algérienne des initiatives pour la solidarité avec la résistance palestinienne (CAISRP), qui réunit des organisations religieuses (dont l'Association des oulémas musulmans), publiques ou des partis politiques, a adressé une lettre au président Abdelaziz Bouteflika l'appelant à retirer l'Algérie de l'UPM[1].

- Vendredi 9 janvier 2009 : Plusieurs milliers de personnes ont manifesté dans les rues d'Alger et dans d'autres villes comme à Oran en solidarité avec les Palestiniens et contre l'opération militaire israélienne à Gaza. Des magasins ont été pillés et des voitures saccagées ainsi que des vitrines et du mobilier urbain. À la suite de ces incidents, des échauffourées se sont produits entre les manifestants et des policiers anti-émeutes dans le centre-ville ou sur les hauteurs d'Alger et des interpellations ont été effectuées. 63 personnes ont été blessées dont 23 policiers et deux journalistes. Un journaliste du quotidien arabophone Ennahar a été grièvement blessé à la tête dans des circonstances indéterminées et a perdu connaissance. Il a été admis à l'hôpital Mustapha Pacha, au centre de la capitale, pour être opéré.

- Mercredi 14 janvier 2009 :  Le chanteur franco-algérien Cheb Mami en fuite en Algérie est renvoyé devant le tribunal correctionnel de Bobigny (France), pour « violences ayant entraîné une ITT de plus de huit jours (30 jours) avec trois circonstances aggravantes (réunion, préméditation et faits commis sur personne vulnérable) », « complicité d'enlèvement et séquestration », « complicité d'administration de substance nuisible » et « menaces et intimidations pour ne pas porter plainte », dans l'affaire de la tentative d'avortement forcé de son ancienne compagne française. Le procès pourrait avoir lieu en septembre 2009. Il encourt 10 ans de prison et 150 000 euros d'amende. Le manager du chanteur, Michel Lévy (Le Corre à l'état-civil), 55 ans, est renvoyé pour sa complicité dans l'enlèvement, les violences et l'administration de substance nuisible. Depuis mai 2007 sous le coup d'un mandat d'arrêt international, Interpol a demandé en janvier à l'Algérie de le livrer à la France[2].

- Jeudi 15 janvier 2009 : Les forces de sécurité ont tué 5 islamistes armés lors d'une opération de ratissage dans une zone montagneuse entre Khemis El-Khechna et Bouzegza Keddara au sud-est de Boumerdes.

- Vendredi 16 janvier 2009 : Le Front de libération nationale (FLN, nationaliste) préannonce la probable candidature du président Abdelaziz Bouteflika à la présidentielle d'avril « après la convocation du corps électoral » et à « la fin des préparatifs du scrutin ». Le FLN fait partie de l'Alliance présidentielle, composée du Rassemblement national démocratique (RND, libéral) du premier ministre Ahmed Ouyahia et du Mouvement pour la société de la paix (MSP, islamiste), qui appelle le président sortant à briguer un troisième mandat après ceux de 1999 et de 2004.

- Jeudi 22 janvier 2009 : Selon la protection civile, au moins 15 personnes sont mortes en raison des intempéries qui ont affecté plusieurs régions, dans le grand sud ou le nord du pays.

- Lundi 26 janvier 2009 : Le groupe pétrolier et gazier Sonatrach et la compagnie pétrolière espagnole Repsol annoncent la découverte en Algérie de trois nouveaux gisements de gaz ayant un potentiel total de production d'un million de m3/jour, dans les bassins de Reggane, d'Ahnet et de Berkine. De son côté Sonatrach annonce avoir réalisé une autre découverte de gaz par ses propres moyens dans le bassin d'Illizi. L'Algérie, dont les réserves de gaz sont estimées à 4 500 milliards de m3, compte porter ses exportations de gaz de 62 à 85 milliards de m3 en 2011.

- Vendredi 30 janvier 2009 : Des affrontements, à la fin de la grande prière, entre fidèles de la mosquée de Berriane (près de Ghardaïa, sud) causent 27 blessés et l'incendie de 5 magasins et habitations. Les forces de l'ordre sont intervenues pour ramener le calme et d'importants renforts des services de sécurité ont été dépêchés vers cette localité. De violents affrontements avaient opposé du 16 au 18 mai 2008 des jeunes de deux communautés de Berriane dans cette région de Ghardaïa (M'Zab), les Chaâmbas d'origine arabe et les Mozabites, d'origine berbère. Ces affrontements avaient fait deux morts.

### Février 2009
- Lundi 2 février 2009 : Le groupe public pharmaceutique Saidal  annonce la conclusion  d'un accord de partenariat avec le groupe cubain Heber biotic pour la production en Algérie d'un vaccin contre l'hépatite B. L'accord prévoit la fabrication du vaccin dès le mois de juin et la construction à terme d'une usine d'une capacité de production de 5 millions de doses égale aux besoins du pays pour un investissement estimé à 3,5 millions d'euros. L'Algérie a importé en 2008 pour 1,85 milliard de médicaments et veut réduire sa facture d'importation de produits pharmaceutiques en encourageant la production nationale.

- Mercredi 4 février 2009 :
  - Selon le ministre  des Transports Amar Tou, le bilan total des victimes des accidents de la route s'est élevé à 4 151 tués pendant les 11 premiers mois de 2008. Ce bilan classe l'Algérie au 4e rang mondial des accidents de la route derrière les États-Unis, l'Italie et la France et à la première place dans le Maghreb et le monde arabe.
  - Un « émir » (chef) local d'al-Qaida au Maghreb islamique (Aqmi), Omar Bentitraoui (38 ans), alias « Yahia Abou Khitma », a été  tué au cours d'une opération des forces de sécurité, dans le centre de Boumerdès (50 km à l'est d'Alger). « Emir » de la katibate (phalange) El Feth d'Aqmi, active dans l'ouest de la wilaya (département) de Boumerdès jusqu'aux faubourgs d'Alger, il est  tenu pour l'instigateur de plusieurs meurtres et attentats dont ceux commis en 2007 contre un commissariat de police de Boumerdès et contre un poste de gendarmerie sur une plage de cette ville.

- Vendredi 6 février 2009 : Un islamiste armé, est tué dans le massif forestier de Yakouren (wilaya de Tizi Ouzou, à 100 km à l'est d'Alger), au cours d'une opération de ratissage de la région par les forces de sécurité.

- Samedi 7 février 2009 : Le chef de l'État cubain Raúl Castro, après la Russie et l'Angola, est arrivé à Alger pour une visite de trois jours et a été accueilli à l'aéroport par le président Abdelaziz Bouteflika. Les deux hommes doivent discuter au cours de cette visite du « renforcement de la coopération bilatérale qui a connu, ces dernières années, une évolution appréciable » et procéder à un « échange de vues sur les questions régionales et internationales d'intérêt commun ».

- Dimanche 8 février 2009 : Le président du conseil général des Bouches-du-Rhône (France), le socialiste Jean-Noël Guérini a été reçu par le président Abdelaziz Bouteflika pendant près de trois heures pour parler de « l'Union pour la Méditerranée en tout franchise ». Il a ensuite participé au déjeuner d'État organisé au palais présidentiel en l'honneur du chef de l'État cubain Raúl Castro.

- Lundi 9 février 2009 : L'armée algérienne a découvert et détruit durant le mois de janvier quelque 11 226 mines le long des frontières Est et Ouest du pays.  La recherche et la destruction de ces mines s'inscrit dans le cadre d'une opération de déminage des zones minées par l'armée française durant la guerre d'Algérie (1954-1962). Le total général des mines découvertes et détruites par les unités de l'armée algériennes s'élève  au 31 janvier 2009, à 364 532 mines (antipersonnel (84,4 %), antigroupes (15,3 %) ou éclairantes). Selon les autorités algériennes, quelque trois millions de mines antipersonnel, sur les onze millions posées par l'armée française au cours de la guerre sont encore enfouies le long des frontières tunisienne et marocaine.

- Mercredi 11 février 2009 : La gendarmerie nationale a saisi trente tonnes de drogue an Algérie en 2008,  contre quatre tonnes en 2007. Selon le chef de la division de la police judiciaire cet accroissement des saisies a été obtenu « grâce à la vigilance et au renforcement des unités de la gendarmerie nationale à travers tout le pays » et l'Algérie, qui était un pays de transit de la drogue, est devenue désormais un pays de « fixation » pour les narcotrafiquants. L'officier ajoute que près de 5 tonnes de résine de cannabis ont  déjà été interceptées depuis début 2009.

- Jeudi 12 février 2009 :
  - Le président Abdelaziz Bouteflika (71 ans) — élu en 1999 et réélu en 2004 avec 84,99 % des voix — annonce  sa candidature officielle à un troisième mandat lors de l'élection présidentielle du 9 avril. Devant 5 000 personnes, le chef de l'État justifie sa décision par sa volonté de poursuivre son programme de réconciliation nationale.
  - Le Front des forces socialistes (FFS), un des principaux partis de l'opposition traditionnelle, appelle les Algériens à un « acte révolutionnaire » en boycottant « activement » l'élection présidentielle : Le FFS « appelle les Algériens et Algériennes à se mobiliser pour un boycott actif du scrutin présidentiel [afin] de rendre effective la dissidence électorale nationale et pacifique. […] les conditions de préparation, de déroulement du scrutin présidentiel montrent que le régime ne peut pas et ne veut pas changer […] Le suffrage universel n'existe pas dans le pays c'est une] fiction […] Le peuple algérien veut un changement […] Il est dans l'attente d'un projet alternatif et mobilisateur. Le refus de son enrôlement dans cette mascarade est un signe fort de dissidence électorale et de rupture avec le système actuel ».
  - Une double explosion fait sept morts, dont deux gendarmes et un pompier, à Foum El-Metlag, près de Tebessa, dans l'extrême Est de l'Algérie. Quatre membres d'une même famille, dont deux femmes et un bébé, ont été tués par un premier engin qui a explosé au passage de la camionnette dans laquelle ils se trouvaient. La seconde explosion s'est produite quelques instants après l'arrivée des  services de sécurité et des secours. Un officier a été également grièvement blessé au cours de cet attentat.

- Dimanche 15 février 2009 :  Quatre soldats, deux gendarmes et un pompier, sont tués par des islamistes armés, trois lors d'un guet-apens à un faux barrage à 50 km à l'est d'Alger et quatre autres dans l'attaque d'un convoi militaire à Tebessa (630 km à l'est d'Alger).

- Mardi 17 février 2009 : Trois islamistes armés sont  tués  par les forces de sécurité dans la région de Tebessa. Ils faisaient partie d'un groupe islamiste armé  encerclé par les forces de sécurité dans cette région où quatre soldats ont été tués dimanche dans l'attaque d'un convoi militaire.

- Jeudi 19 février 2009 : La secrétaire générale du Parti des travailleurs (extrême gauche), Louisa Hanoune, annonce sa candidature à l'élection présidentielle du 9 avril. Déjà candidate en 2004, elle est la seule femme candidate pour ce scrutin, ayant recueilli 140 000 signatures d'électeurs, dépassant les 75 000 requis par la loi.

- Lundi 23 février 2009 : Un attentat cause la mort de 9 personnes dans la région de Jijel (360 km à l'est d'Alger).

- Jeudi 26 février 2009 : L'islamiste algérien Abassi Madani, chef historique du Front islamique du salut dissous et qui vit au Qatar, a appelé ses compatriotes à boycotter l'élection présidentielle, qui selon lui est un « moyen de consacrer une réalité pourrie » dans le pays.

- Vendredi 27 février 2009 : Le diplomate algérien Mohammed Ziane Hasseni, soupçonné d'avoir commandité le meurtre de l'opposant Ali Mecili en 1987 à Paris, a obtenu de la cour d'appel de Paris la levée partielle de son contrôle judiciaire et le droit de quitter la France. Hasseni avait été interpellé le 14 août 2008 à l'aéroport de Marseille, puis avait été mis en examen pour « complicité d'assassinat » et placé sous contrôle judiciaire.

- Samedi 28 février 2009 : 7 islamistes armés sont tués près de Soulahane au cours d'une opération de ratissage de l'armée dans les montagnes de la wilaya de Blida, à une centaine de kilomètres au sud d'Alger.

### Mars 2009
- Dimanche 1er mars 2009 : Selon le ministre de l'Intérieur Yazid Zerhouni, les forces de sécurité algériennes annoncent avoir tué 120 militants islamistes présentés comme « terroristes » et en ont arrêté 322 autres au cours des six derniers mois. Parmi les islamistes abattus figurent plusieurs chefs du mouvement terroriste Al-Qaïda au Maghreb islamique. D'autre part 22 islamistes sont désormais des « repentis ».

- Lundi 2 mars 2009 : Le Conseil constitutionnel retient 6 candidats pour l'élection présidentielle du 9 avril sur les onze qui avaient déposé leur dossier. Parmi eux : Abdelaziz Bouteflika, le chef d'État sortant, Louisa Hanoune, secrétaire général du Parti des travailleurs (trotskiste), Moussa Touati, président du Front national algérien (nationaliste), Ali Fawzi Rebaine, président de AHD 54 (serment 54, nationaliste), Belaïd Mohand-Oussaïd dit « Mohamed Saïd », dirigeant du Parti liberté et justice (islamiste modéré), Mohamed Djahid Younsi, secrétaire général du mouvement El-Islah (réforme, islamiste). La campagne électorale durera moins de trois semaines, entre le 19 mars et le 7 avril[3].

- Samedi 7 mars 2009 : 2 personnes sont  tuées et 5 autres blessées dans un attentat-suicide devant une caserne de gardes communaux à Tadmaït près de Tizi Ouzou (est).

- Mercredi 11 mars 2009 : Les forces de sécurité tuent 3 islamistes armés au centre de Souk El Thenine près de Tizi Ouzou (est).

- Jeudi 12 mars 2009 : Un policier est tué et un autre blessé dans un accrochage avec deux islamistes armés dans une cité de Barika près de Batna (sud-est). La présence de 2 islamistes armés de kalachnikov dans cette cité avait été signalée par les habitants aux forces de sécurité qui ont encerclé les lieux.

- Dimanche 15 mars 2009 : Les forces de sécurité ont tué 2 islamistes armés et en ont arrêté un autre dans le massif forestier et montagneux de Ouacif, wilaya de Tizi Ouzou (est). Selon le ministre de l'Intérieur le secteur « quelques groupes » terroristes sont encore en activité, mais « la pression exercée par l'ANP et les autres services de sécurité » dans les zones où ils sont actifs, les oblige à « éclater et aller vers l'Est et l'Ouest » de Tizi Ouzou. Selon lui, la persistance d'attentats terroristes « ne signifie pas une aggravation de la situation […] Au contraire, nous avons la conviction selon les chiffres en notre possession que ces groupes sont en difficulté actuellement […] Et parce qu'ils sont en difficulté, il ne faut pas exclure qu'ils essaient de mener des actions d'éclat, notamment durant cette période électorale, qui est une période propice à la médiatisation ».

- Vendredi 27 mars 2009 : Le président Abdelaziz Bouteflika, candidat pour un 3e mandat, lance un appel à « la réconciliation et l'unité nationales » à Tizi Ouzou (Kabylie). Mêlant le français et l'arabe, Abdelaziz Bouteflika affirme ne « jamais avoir imaginé la Kabylie sans l'Algérie, pas plus que je n'ai imaginé l'Algérie sans la Kabylie ».

### Avril 2009
- Jeudi 2 avril 2009 : 
  - Au moins 7 islamistes armés ont été tués au cours de la nuit de mercredi à jeudi dans une embuscade de l'armée près de Bouira (120 km au sud-est d'Alger). Les 7 islamistes sont tombés dans l'embuscade après une opération de ratissage dans les massifs de la commune de Kadiria.

- Vendredi 3 avril 2009 : La base américaine de Guantanamo retient prisonniers 6 Algériens qui vivaient en Bosnie en 2001 et avaient été arrêtés par la police bosniaque en octobre 2001 avant d'être livrés aux Américains en janvier 2002. Ils étaient soupçonné d'avoir fomenté un attentat contre l'ambassade américaine de Sarajevo. Des accusations très vite abandonnées sans que les hommes soient libérés pour autant. Une partie d'entre eux pourrait en décembre être accueillis en France.

- Samedi 4 avril 2009 : 4 islamistes armés membres d'al-Qaida au Maghreb islamique (AQMI) ont été tués lors d'un accrochage avec des soldats à une quarantaine de km de Bordj-Bou-Arreridj (250 km au sud-est d'Alger).

- Dimanche 5 avril 2009 :
  - Al-Qaida au Maghreb islamique (AQMI) appelle les Algériens à ne pas réélire le président sortant Abdelaziz Bouteflika, candidat à un 3e mandat, mettant en garde les électeurs musulmans contre sa réélection, qualifiant son régime de « redoutable ennemi » des musulmans. Le groupe terroriste estime qu'en « soutenant l'Occident », le régime algérien cherche à détruire « le vrai islam » : « Se tenir aux côtés de ceux qui ont trahi Dieu, son prophète et les croyants et les réélire relève de la naïveté et de la trahison ».
  - Découverte de 5 tonnes de résine de cannabis dissimulées dans des conteneurs au port d'Alger le 5 avril, puis interception quelques jours plus tard de 2,6 tonnes à bord d'un canot pneumatique semi-rigide près de Aïn Témouchent (480 km à l'ouest d'Alger).

- Mardi 7 avril 2009 : 
  - La Ligue algérienne pour la défense des droits de l'homme (LADDH) estime que la couverture médiatique de la campagne électorale pour l'élection présidentielle a favorisé le président sortant Abdelaziz Bouteflika, candidat à sa succession : « Il n'y avait pas d'équité entre les candidats dans les médias et M.Bouteflika a été favorisé d'une manière flagrante […] Le gouvernement et les institutions officielles ont fait campagne en faveur du président Bouteflika  » selon le président de la LADDH, Mustapha Bouchachi[4].
  - Depuis samedi, 3 hebdomadaires français ont été interdits à la vente et saisis. Il s'agit du Journal du dimanche, de Marianne et de L'Express en application de l'article 26 du code de l'information 07/90 pour « atteinte aux valeurs nationales ».
  - Une patrouille de gendarmes est la cible d'un attentat à la mine artisanale, près de Lakhdaria, au nord de Bouira, tuant un gendarme.

- Mercredi 8 avril 2009 : trois membres des groupes de défense civils armés (GLD, patriotes), chargés généralement de la protection des villages, ont été tués dans une embuscade près du port d'El Aouana à quelques kilomètres de Jijel par des islamistes armés. D'autre part deux militaires sont morts de leurs blessures provoqués par des bombes dans deux endroits distincts de l'Est algérien, dont un à quelques kilomètres de Lakhdaria, victime d'une mine.

- Jeudi 9 avril 2009 : élection présidentielle. Le taux de participation atteint 74,54 % contre 58,07 % en 2004. Le chef de l'État sortant Abdelaziz Bouteflika est réélu avec 90,24 % pour la troisième fois parmi les six candidats, mais en l'absence de deux formations de l'opposition qui ont appelé au boycottage de l'élection présidentielle, le Front des forces socialistes (FFS) et le Rassemblement pour la culture et la démocratie (RCD). Plusieurs bureaux de vote ont été saccagés par des jeunes opposés à l'élection présidentielle dans la partie kabyle du département de Bouira (communes d'Aghvalou, M'chedallah…).

- Samedi 11 avril 2009 : les cinq candidats battus à l'élection présidentielle déclarent qu'ils vont contester la victoire d'Abdelaziz Bouteflika, avec 90,24 % des voix, devant le Conseil constitutionnel et auprès des Nations unies. L'opposition crie à la fraude électorale massive et Le gouvernement américain s'est pour sa part déclaré « préoccupé » par ces accusations. Le ministre de l'Intérieur, reconnaît que quelques bourrages d'urnes lui ont été signalés mais que cela n'a eu qu'un impact « négligeable » sur le résultat national[5].

- Dimanche 12 avril 2009 : Un Franco-Marocain Akil Chraibi, alias « Sami », reconnu coupable d'« appartenance à un groupe terroriste armé actif à l'intérieur et à l'extérieur du pays », est condamné à 10 ans de prison ferme par le tribunal criminel d'Alger, a annoncé l'agence de presse APS. Il avait été arrêté par les services de sécurité algériens le 26 décembre 2005, en possession d'une copie d'un plan, dit « plan Fatima », destiné à établir une liaison entre le Groupe salafiste pour la prédication et le combat (GSPC, algérien) et des terroristes marocains inféodés à ce groupe terroriste[6].

- Lundi 13 avril 2009 : 
  - La gendarmerie a saisi, à bord d'un canot pneumatique près de la plage de Sbiâât à Ain Temouchent (480 km à l'ouest d'Alger), une quantité de 2,6 tonnes de cannabis dissimulée dans plusieurs colis. Plus de 38 tonnes de cannabis ont été saisies en 2008.
  - Le Conseil constitutionnel proclame officiellement la réélection de Abdelaziz Bouteflika à la présidence de l'Algérie pour un 3e mandat avec 90,23 % des voix et un taux de participation de 74,56 %. Le Conseil a rejeté les 47 recours déposés par les candidats battus. Louisa Hanoune, présidente du Parti des travailleurs (PT, trotskiste), arrive en deuxième position avec 4,50 % des suffrages, puis Moussa Touati, président du Front national algérien (FNA, nationaliste) obtient 2,04 %, Djahid Younsi (El Islah, islamiste modéré) obtient 2,04 %, Mohamed Saïd (Parti de la Justice et liberté, PJL, islamique modéré) obtient 0,92 %, et Ali Fawzi Rebaine (AHD-54, nationaliste) obtient 0,86 % des voix.

- Mercredi 15 avril 2009 : la police a saisi plus de 3 tonnes de cannabis dans la région de Béchar dissimulées dans deux véhicules tout-terrain abandonnés, près de la frontière avec le Maroc, par des narcotrafiquants qui avaient été pris en chasse par des gardes-frontières.

- Mardi 21 avril 2009 : un attentat à la bombe cause la mort d'un militaire et blesse deux étudiants à Beni Amrane (près de Boumerdès. Des groupes d'islamistes armés restent actifs dans cette région, réfugiés dans les montagnes environnantes.

- Vendredi 24 avril 2009 : lors d'une opération de ratissage dans la nuit de jeudi à vendredi près de Jijel (est), un accrochage, entre un groupe d'islamistes armés et les forces de sécurité, cause la mort d'un militaire et d'un islamiste dans les environs de Djemaâ Beni Hbibi.

- Samedi 25 avril 2009 : une explosion faisant suite à une fuite de gaz dans un immeuble à Skikda (est) cause la mort de 3 membres d'une même famille et blesse 12 autres personnes.

- Dimanche 26 avril 2009 : Le tribunal criminel de Boumerdès (est) condamne à la peine de mort par contumace 5 islamistes pour divers actes de « terrorisme » et « criminels » dans la zone entre Boumerdès et Alger, dont constitution d'un groupe terroriste armé, vol aggravé et port d'armes, homicide et tentative d'homicide ainsi que pour « financement d'un groupe terroriste et non dénonciation ».

- Mardi 28 avril 2009 : Deux gardes communaux sont tués et quatre autres blessés dans l'explosion de deux bombes artisanales près de Mizrana (40 km au nord de Tizi Ouzou).

### Mai 2009
- Samedi 2 mai 2009 :
  - 32 personnes soupçonnées de « soutien au terrorisme » ont été arrêtées ces dernières semaines par les services de sécurité algériens dans le sud-est et sont accusées d'avoir fourni un soutien logistique à des groupes d'islamistes armés actifs.
  - Le ministre des Anciens combattants, Mohamed Cherif Abbas, en marge du troisième congrès de l'Association nationale des anciens condamnés à mort (1954-1962), déclare que les revendications de l'État algérien relatives à « l'incrimination et à la reconnaissance des crimes de guerre français sont toujours maintenues jusqu'à aboutissement », affirment que l'Algérie « revendique toujours et depuis l'indépendance, l'incrimination de l'occupation française et la reconnaissance des crimes de guerre perpétrés contre le peuple algérien, notamment les essais nucléaires, les mines antipersonnel, outre les pertes occasionnées à la nature et à l'homme ». Cette question rend difficile les relations entre les deux pays depuis 2005 et empêche la signature d'un traité d'amitié entre l'Algérie et la France.
  - Deux policiers sont assassinés et un autre grièvement blessé dans une embuscade menée par un groupe d'islamistes armés à Zemmouri (près de Boumerdès) contre leur véhicule.

- Lundi 4 mai 2009 : L'Office national de lutte contre la drogue et la toxicomanie (ONLCDT) annonce que 1,45 tonne de résine de cannabis ont été saisies durant les trois premiers mois de l'année, contre quatre tonnes durant la même période l'année précédente. 3 569 trafiquants ont été interpellés dont 22 ressortissants étrangers.

- Jeudi 7 mai 2009 :
  - 22 islamistes armés sont condamnés à mort par contumace par le Tribunal criminel de Boumerdes pour « constitution d'un groupe terroriste armé, port d'armes prohibées, ainsi que pour détention de munitions et produits explosifs utilisés sans autorisation, tentative d'homicide volontaire et démolition d'un véhicule à l'explosif ».
  - Les forces de sécurité ont tué 4 islamistes armés dans des embuscades, 3 à Maatkas (près de Tizi Ouzou) et 1 à Kharrouba (près de Boumerdes). Deux militaires ont été tués, des armes et des munitions ont été récupérés.

- Vendredi 8 mai 2009 :
  - Deux islamistes, accusés d'avoir assassiné en octobre 2006 l'ex-président de l'Assemblée départementale de Tizi Ouzou (Kabylie), Rabah Aïssat, militant du Front des forces socialistes (FFS, opposition), sont condamnés à la prison à vie par le tribunal criminel. Ils sont également poursuivis pour un attentat perpétré, le 6 juin 2007 à la gare routière de Tizi-Ouzou ayant causé la mort d'un policier et pour un attentat à la bombe contre le siège de la garde communale de Ain Zaouia (Kabylie), qui avait fait plusieurs morts[7].
  - Trois membres de l'organisation terroriste AQMI sont tués près de Maatkas (Kabylie).

- Samedi 9 mai 2009 : dans le cadre de la préparation du plan d'action 2009-2014, la Banque d'Algérie précise que le pays disposait de 143,102 milliards de dollars de réserves à la fin décembre 2008.

- Samedi 16 mai 2009 : 8 islamistes en fuite sont condamnés à mort par contumace par le tribunal criminel de Boumerdes pour « terrorisme ». Ils ont été reconnus coupables de « constitution d'un groupe terroriste armé, tentative d'homicide volontaire avec préméditation, guet-apens et destruction de biens publics à l'aide d'explosifs ». 4 autres islamistes armés en fuite poursuivis pour « adhésion à un groupe terroriste armé et kidnapping de nombreux hommes d'affaires dans différentes régions de Boumerdes avec demandes de rançons » ont été condamnés à la perpétuité au cours de cette même audience. Depuis début mai, près de 70 islamistes ont été condamnés par ce tribunal à la prison ou à la peine capitale par contumace pour divers actes de terrorisme[8].

- Lundi 18 mai 2009 : 5 islamistes armés ont été tués dans la nuit de dimanche à lundi par les forces algériennes de sécurité à Draâ ben Khedda (Kabylie). Cinq armes automatiques de type kalachnikov et un lot de munitions ont été récupérées lors de cette opération.

- Jeudi 21 mai 2009 : Cinq gendarmes ont été tués et un autre blessé lors d'une embuscade réalisée par des combattants islamistes à 80 km au sud de Médéa.

- Lundi 25 mai 2009 : Le parlement adopte le plan d'action 2009-2014 du gouvernement présenté par le premier ministre Ahmed Ouyahia, dont le volet économique porte sur des investissements publics de 150 milliards de dollars, qui devrait créer les « conditions objectives » d'un développement « équilibré et pérenne » ne se basant pas seulement sur la rente pétrolière. Quelque 250 milliards de dollars d'investissement publics ont déjà été engagés durant les deux précédents plans quinquennaux. Ce programme comprend notamment des aides publiques au secteur agricole de 10 milliards d'euros, la réalisation de 6 000 km de lignes ferroviaires, un million de logements ou la construction de dix nouvelles centrales de dessalement de l'eau de mer. Le premier ministre a affirmé que l'Algérie dispose de ressources financières « suffisantes » pour mener à bien tous les projets, précisant que le pays « est à l'abri de la crise économique mondiale »[9].

- Mardi 26 mai 2009 : Neuf militaires ont été tués et une dizaine d'autres blessés dans une embuscade tendue par un groupe d'islamistes armés près de Biskra (425 km au sud-est d'Alger).

### Juin 2009
- Mardi 2 juin 2009 : Huit policiers et deux enseignants sont tués dans un attentat à la bombe actionnée à distance et visant un convoi de véhicules à Timezrit près de Boumerdès (50 km à l'est d'Alger), transportant des copies de l'épreuve du brevet élémentaire, un examen qui sanctionne le passage du collège au lycée. La déflagration a été « suivie de tirs nourris en direction des véhicules ».

- Vendredi 12 juin 2009 : Cinq islamistes armés sont tués près de Constantine, entre Djebel El-Ouahch et Zighout Youssef (430 km à l'est d'Alger), au cours d'un « violent accrochage » avec les forces de sécurité qui a « duré plusieurs heures ».

- Mercredi 17 juin 2009 : 21 gendarmes ont été tués et 3 autres blessés dans la soirée lors de l'embuscade contre leur convoi tendue par des islamistes armés près de Bordj Bou Arreridj (235 km au sud-est d'Alger), sur le principal axe de la région qui conduit vers Constantine et Annaba, les deux grandes villes de l'Est algérien. Deux bombes ont explosé au passage des véhicules des gendarmes, avant que les assaillants n'ouvrent le feu, tuant les victimes avant de voler leurs armes et leurs uniformes. Les gendarmes venaient d'escorter sur leur lieu de travail un groupe de ressortissants chinois travaillant à la construction de l'autoroute A3 qui traversera l'Algérie d'est en ouest. La branche maghrébine d'Al-Qaïda, AQMI, a revendiqué l'attentat[10],[11].

- Samedi 20 juin 2009 :
  - Premier cas avéré de grippe H1N1 « sur une ressortissante algérienne arrivée mardi dernier à Alger en provenance de Miami ».
  - Trois remorqueurs turcs et un navire algérien ont été attrapés dans les eaux territoriales pour pêche illicite de 210 tonnes de thon rouge, une espèce très prisée au Japon notamment et qui fait l'objet d'une stricte réglementation. Le quota annuel pour l'Algérie est de 800 tonnes.

- Lundi 22 juin 2009 : Le groupe pétrolier public Sonatrach annonce avoir fait une nouvelle découverte d'hydrocarbures par ses propres moyens dans le bassin d'Illizi (extrême sud-est du Sahara). Cette découverte a été réalisée lors d'un forage dans le périmètre de Tinrhert qui a produit 3,56 m3/h d'huile. Depuis le début de l'année, le groupe algérien a enregistré sept découvertes d'hydrocarbures dont deux avec ses propres moyens et les cinq autres en association avec ses partenaires.

- Jeudi 25 juin 2009 : Le général français retraité, François Buchwalter (65 ans), révèle sous serment au juge d'instruction français antiterroriste, Marc Trévidic, que l'armée algérienne serait à l'origine de l'assassinat des moines de Tibhirine en 1996. Ces « assassinats » seraient, en fait, le résultat d'une terrible bavure. Cet officier de l'armée de terre, attaché de défense à Alger au moment du drame, avait alerté sa hiérarchie, mais on lui avait intimé de garder le silence pour ne pas nuire aux relations entre la France et l'Algérie[12].

- Dimanche 28 juin 2009 : Plus de 100 candidats à l'émigration clandestine vers l'Europe, répartis en trois groupes, ont été interceptés au large Annaba  par les garde-côtes.

- Lundi 29 juin 2009 : Le chanteur algérien Cheb Mami (Mohamed Khelifati à l'état civil, 42 ans), accusé de « complicité de violences » avec circonstances aggravantes après une tentative d'avortement forcé subie en 2005 à Alger par son ex-compagne, est arrêté à sa descente d'avion en provenance d'Algérie à l'aéroport parisien d'Orly, « par des agents de la police aux frontières qui agissaient sur la base du mandat d'arrêt lancé contre lui » en mai 2007 par le parquet de Bobigny. Finalement son ex-compagne a donné naissance à une fillette aujourd'hui âgée de 3 ans. Le chanteur encourt 10 ans de prison et 150 000 euros d'amende[13].

- Mardi 30 juin 2009 : 14 candidats à l'émigration clandestine vers l'Europe, ont été interceptés au large Oran  par les garde-côtes à bord d'un zodiac en panne de moteur.

### Juillet 2009
- Samedi 4 juillet 2009 : La compagnie pétrolière Sonatrach attribue un contrat de rénovation d'une raffinerie à au groupe sud-coréen Samsung Engineering pour un montant de 2,6 milliards de dollars. Selon les termes du contrat, Samsung Engineering modernisera les installations de la raffinerie au cours des trois prochaines années.

- Mardi 7 juillet 2009 : Le ministre français des Affaires étrangères en 1996 lors de l'assassinat des moines de Tibhirine, Hervé de Charette, affirme ne pas avoir été informé à l'époque d'une possible « bavure » de l'armée algérienne, qualifiant le témoignage du général François Buchwalter de « énième version des événements tragiques qui ont conduit à la mort de ces moines malheureux »[14].

- Mercredi 8 juillet 2009 : Le président français, Nicolas Sarkozy lance un appel à la collaboration des autorités algériennes dans l'enquête sur le massacre des sept moines de Tibéhirine en 1996, attribué par un ancien général français à une bavure militaire algérienne et exhorte l'Algérie à collaborer, affirmant que « les relations entre les grands pays s'établissent sur la vérité et non pas sur le mensonge ». Plusieurs journaux algériens dénoncent cet appel qui « sème le doute », estimant que « les services secrets français veulent solder leurs comptes sur le dos de l'Algérie »[15].

- Jeudi 9 juillet 2009 : Un ancien chef du Groupe islamique armé, Abdelhak Layada, réagissant à la déposition d'un ancien officier français qui a mis en cause l'armée algérienne, affirme que les moines de Tibéhirine ont été exécutés par son mouvement en 1996 : « Les assassinats ont été commis par Djamel Zitouni — [alors chef du GIA] — à la suite des tergiversations du renseignement français […] Les négociations qu’il menait avec les Français concernaient ma libération contre la libération des moines. Les Français ont tardé à répondre s'ils acceptaient de négocier ou non avec le GIA. C'était la cause de l’échec »[16].

- Dimanche 12 juillet 2009 : Le chef de l'État cubain, Raúl Castro (77 ans), est arrivé à Alger pour une visite officielle de trois jours et a été accueilli à l'aéroport par le président Abdelaziz Bouteflika. Les deux chefs d'État devront examiner « les voies et moyens de renforcer la coopération bilatérale dans tous les domaines » et devraient procéder également à « un échange de vues sur l'ensemble des questions régionales et internationales d'intérêt commun ».

- Mardi 14 juillet 2009 : L'ancien ministre français de la Défense, Charles Millon, au moment de la mort des sept moines français de Tibéhirine, affirme qu'« on ne m'a jamais parlé d'une "bavure" de l'armée algérienne » : « Je n'ai jamais été informé de l'existence d'une note de l'attaché militaire de l'ambassade de France à Alger concernant le sort des moines […] Je ne connais pas le général Buchwalter, dont le nom même m'est inconnu […] S'il a fait un rapport, il n'est jamais remonté jusqu'à moi ».

- Mardi 21 juillet 2009 : Les forces de sécurité ont tué, près de Dellys (100 km à l'est d'Alger), un homme de 25 ans portant une ceinture d'explosifs. Le jeune islamiste a été intercepté alors qu'il s'apprêtait à commettre un attentat suicide à Dellys, contre les locaux des garde-côtes de la ville.

- Vendredi 24 juillet 2009 : Les garde-côtes ont intercepté 27 candidats à l’émigration clandestine vers l'Europe, dont deux femmes et un mineur, au large d'Annaba (600 km à l'est d'Alger), sur une embarcation artisanale. Près de 170 candidats à l’émigration clandestine ont été interceptés au large d'Annaba depuis le début du mois de juin. Les autorités ont décidé de sanctionner l'émigration clandestine en instaurant un délit de « sortie illégale du territoire national »[17].

- Lundi 27 juillet 2009 : Le Conseil économique et social de l'ONU (Ecosoc), réunit à Genève, suspend pour un an le statut consultatif de la Commission arabe des droits de l'Homme (CADH) sur demande de l'Algérie qui accuse l'ONG d'avoir choisi comme porte-parole un homme recherché pour terrorisme. Les autorités algériennes se sont indignées que l'ONG ait choisi de se faire représenter par Rachid Mesli, un ancien avocat qui, dans les années 1990, avait défendu les leaders du Front islamique du salut (FIS) Abbassi Madani et Ali Belhadj[18].

### Août 2009
- Lundi 3 août 2009 :
  - Des affrontements se sont produits, dans l'après-midi à Bab Ezzouar, un quartier excentré d'Alger, entre des habitants et quelques dizaines de ressortissants chinois, dont certains armés de couteaux et de barres de fer, à la suite d'une altercation entre un commerçant algérien et un client chinois.
  - Les forces de sécurité ont tué 8 islamistes armés lors d'une opération près de Batna (435 au sud-est d'Alger), dans un secteur montagneux où il y avait déjà eu des combats, avec appui aérien, il y a quelques jours causant la mort d'au moins 14 personnes. De nombreuses caches ont depuis été découvertes et détruites.

- Samedi 15 août 2009 : Six islamistes armés ont été tués et deux autres blessés dans deux opérations menées par les forces de sécurité à l'est d'Alger. Deux gardes communaux sont morts et deux autres blessés lors d'un attentat contre l'entrée de leur caserne. D'autre part des gendarmes ont été attaqués à la kalachnikov sur la plage de Tigzirt, l'un d'eux est mort.

- Jeudi 20 août 2009 : Le président Abdelaziz Bouteflika, à l'occasion de la célébration de la Journée nationale du moudjahid (combattant), réaffirme « la main tendue de l'État » aux islamistes armés pour qu'ils se rendent en échange du pardon, mais aussi sa fermeté à poursuivre la lutte contre le « terrorisme en déclin ». Le président confirme maintenir « les mesures de réconciliation nationale comme une des bases sous-tendant l'édification de la paix et de la stabilité dans le pays », s'agissant « de réunir les conditions propices au développement en donnant une chance à ceux qui se sont égarés pour s'être trompés de repères religieux ou pour avoir été trompés par des mercenaires qui professent le crime organisé et la destruction de la société algérienne pour des raisons aussi abjectes que douteuses ». Il indique que « l'État a tendu la main à cette catégorie d'égarés en leur offrant la chance de revenir au droit chemin et de réintégrer le peuple pour bénéficier des mesures de la concorde civile et de la réconciliation nationale », mais « l'État reste fermement déterminé à faire face à ceux-là mêmes qui refusent la main tendue en déniant à la nation le droit de vivre dans la sécurité et la quiétude et empruntant les voies de la désobéissance et du crime ». Il estime que « les actes terroristes sanglants et isolés confirment si besoin est que le terrorisme est en déclin devant les frappes de l'armée, des services de sécurité mais surtout devant le rejet d'une nation tout entière »[19].

### Septembre 2009
- Samedi 12 septembre 2009 : Depuis mardi, des intempéries causées par des pluies orageuses affectent plusieurs régions du sud et des hauts-plateaux algériens et devraient se poursuivre ces prochains jours, selon les services de la météorologie nationale. Au total 15 personnes ont perdu la vie dans les crues des cours d'eau dans les secteurs de M'sila (240 km au sud-est d'Alger), de Biskra (425 km au sud-est d'Alger), de Laghouat (400 km au sud d'Alger) et d'El Bayadh (700 km au sud-ouest d'Alger)[20].

- Mercredi 30 septembre 2009 : Les forces de sécurité ont tué 3 islamistes armés à Tizi Ouzou, Boumerdès et Skikda dans l'Est du pays.

### Octobre 2009
- Vendredi 2 octobre 2009 : Les garde-côtes ont intercepté, en moins de 48 heures, 68 migrants algériens — des harragas — qui tentaient de partir pour des traversées de la Méditerranée à partir de 2 plages.

- Dimanche 4 octobre 2009 :
  - Selon le ministre des Ressources en eau, Abdelmalek Sellal, l'Algérie investira plus de 15 milliards de dollars dans l'eau entre 2010 et 2014, notamment pour construire 19 nouveaux barrages, des stations de dessalement d'eau de mer d'une capacité totale de 2,3 millions de m³ « afin d'assurer aux Algériens une bonne qualité de l'eau » pour « sécuriser de façon définitive l'alimentation des Algériens en eau potable ». L'Algérie a également lancé des études pour le transfert de 600 millions de m³ par an à partir du Nord Sahara vers les Hauts plateaux, notamment pour développer l'agriculture et améliorer la distribution d'eau potable[21].
  - Les forces de sécurité ont tué 4 islamistes armés à Hassi Fedoul, près de Djelfa (275 km au sud d'Alger).
  - Les garde-côtes ont intercepté 45 migrants algériens — des harragas — qui tentaient de partir pour des traversées de la Méditerranée à partir de trois plages de l'ouest à Beni Safi (500 km à l'ouest d'Alger), à Mostaganem et à Tenes(300 km à l'ouest d'Alger).

- Mercredi 7 octobre 2009 : L'agence pour la valorisation des ressources en hydrocarbures approuve le plan de développement du projet gazier de Timimoun (sud-ouest). Le champ sera exploité par la Sonatrach (51 %), le groupe français Total (37,5 %) et le groupe espagnol Cepsa (11,25 %). Les travaux de développement devraient débuter au dernier trimestre 2009 pour une mise en production prévue en 2013. Le plan de développement du projet prévoit de mettre en production huit structures sur une étendue de 2 500 km2 avec le forage d'une quarantaine de puits. La production commerciale du gaz naturel devrait atteindre 1,6 milliard de m³ par an.

- Vendredi 9 octobre 2009 : Dans la nuit de jeudi à vendredi, les forces de sécurité ont tué 10 islamistes armés à Madjrouna (980 km au sud-ouest d'Alger), à la frontière entre Béchar et Ghardaïa. Trois gendarmes ont été tués et trois autres blessés lors des combats. Le groupe d'islamistes circulait en convoi, à bord de quatre véhicules tout terrain bourrés d'armes lourdes, de kalachnikovs, de munitions et de médicaments, et se dirigeaient vers le grand sud en passant par Ghardaïa[22].

- Vendredi 16 octobre 2009 : Le Gouverneur de la Banque d'Algérie, Mohamed Laksaci, déclare que la situation financière de l'Algérie reste « solide » avec des réserves évaluées à plus de 60 milliards de dollars pour le seul fonds de régulation des recettes et un excédent des liquidités bancaires. Le fonds de régulation des recettes est approvisionné par la différence entre le prix de référence du baril de brut pris par la Loi de finances soit 37 dollars et le prix réel du marché, qui a dépassé les 75 dollars jeudi.

- Jeudi 22 octobre 2009 : Un attentat à la bombe cause la mort de 7 membres des forces de sécurité chargés de la surveillance de  travailleurs canadiens en Kabylie à 110km à l'est d'Alger.

- Mercredi 28 octobre 2009 : Le premier ministre Ahmed Ouyahia estime que le terrorisme est « lourdement écrasé » dans le pays par la lutte antiterroriste et la politique de concorde et de réconciliation nationale, mais « le terrorisme ne cesse pas avec un coup de baguette magique » et appelle la population à faire preuve de vigilance, « première arme contre le terrorisme ». « Nous continuons notre bataille », « il nous faut du courage, de la détermination, mais c'est une  bataille que l'Algérie a gagnée, puisque le terrorisme n'a jamais visé que la déstabilisation du pays ou la prise du pouvoir » et démentant les informations données par certains journaux, il ajoute : « les personnes qui montent au  maquis se comptent à moins d'une dizaine sur trois années », « nous combattions ce qu'on appelait les "Katibate" de  quelques dizaines de terroristes qui pouvaient être localisés. Aujourd'hui, nous  combattons deux ou trois individus qui, de surcroît, se déguisent comme  "monsieur tout le monde" et se réfugient dans les actes les plus abjects et imparables, tels les kamikazes qui ne se détectent pas à l'avance ».

### Novembre 2009
- Samedi 7 novembre 2009 : Les forces de sécurité tuent 3 islamistes armés, membres d'AQMI, non loin du village de Tala Khelil près de Tizi Ouzou (110 km à l'est d'Alger). Un des islamistes abattus étaient un chef de groupe. Depuis début octobre, plusieurs dizaines d'islamistes armés ont été tués par les forces de sécurité lors d'opérations de ratissage du maquis opérés dans plusieurs régions.

- Vendredi 13 novembre 2009 : Un groupe de « jeunes » Algériens a attaqué une résidence habitée par des cadres de la cimenterie du groupe égyptien Orascom à M'sila (250 km au sud-est d'Alger), à la suite du caillassage la veille au Caire du bus transportant l'équipe nationale algérienne. Trois joueurs algériens ont été blessés. Il y eut d'importants dégâts matériels et 14 policiers ont été blessés durant les affrontements.

- Samedi 14 novembre 2009 : La victoire (2 à 0) en match aller de sélection pour la phase finale de Coupe du monde de football face à l'Égypte a été précédée et suivie d'affrontements entre supporteurs des deux camps.  Durant la nuit, des violences gratuites ont éclaté à Alger, en Égypte et en France après la victoire égyptienne.

- Mercredi  18 novembre 2009 :  l’Algérie se qualifie pour la phase finale de Coupe du monde de football, après une absence de 24 ans en battant l'Égypte 1 à 0, grâce à un but de Antar Yahia (40), au match retour à Khartoum. Au match aller, l’Algérie l’avait remporté par un score de 2 buts à 0. De nombreux incidents avaient alors eu lieu. Le match s'est disputé sans incident grave au stade al-Merreikh d'Omdurman dans la banlieue de Khartoum, où quelque 15 000 policiers soudanais ont assuré la sécurité avant, pendant et après le match. À la suite de cette victoire, plusieurs scènes de violences ont lieu dans plusieurs villes françaises. Au bilan : 330 voitures incendiées, magasins vandalisés et vitrines brisées, drapeaux français brûlés, 150 interpellations.

- Jeudi 19 novembre 2009 : Les tensions entre Le Caire et Alger autour du match tournent à la crise diplomatique avec le rappel « pour consultations » de l'ambassadeur d'Égypte en Algérie. L'Égypte a également convoqué l'ambassadeur d'Algérie au Caire, qui avait déjà dû s'expliquer après le saccage de sociétés à capitaux égyptiens en Algérie[23].

- Vendredi 20 novembre 2009 : à la suite de la qualification pour le Mondial 2010 de l'Algérie face à l'Égypte, une manifestation des supporters égyptiens dégénère devant l'ambassade d'Algérie, des manifestants ayant lancé des pierres et des bombes incendiaires sur les forces de l'ordre qui en protégeaient l'accès, 11 policiers ont été blessés[24].